# نهائي كأس إيطاليا 1983
نهائي كأس إيطاليا 1983 هي المباراة النهائية من منافسة كأس إيطاليا 1982–83، أقيمت المباراة في 1983، بين فريقي هيلاس فيرونا، ويوفنتوس، وفاز فيها يوفنتوس، بعد أن هزم هيلاس فيرونا، بنتيجة 2 - 3.

## تفاصيل المباراة
لعبت المباراة النهائية في 1983.
| هيلاس فيرونا | 2 -3 | يوفنتوس |
| ------------ | ---- | ------- |
|              |      |         |